# Ricard Gallart i Selma
Ricard Gallart i Selma   (Barcelona, 17 de gener de 1907 - Barcelona, 6 de novembre de 1993) fou un futbolista català de les dècades de 1930 i 1940 i posteriorment entrenador de futbol.

## Trajectòria
Jugava a la posició d'interior. Començà a jugar al juvenil del FC Espanya, que més tard fou l'FC Gràcia, passant més tard a la UE Sants. El 1928 fitxà pel RCD Espanyol, club amb el qual debutà a primera divisió la temporada 1928-29. Aquesta temporada disputà 10 partits i marcà 4 gols, debutant el 10 de febrer de 1929 enfront de la Real Unión de Irún, amb resultat final de 3 a 2 per l'Espanyol, essent entrenador blanc-i-blau Jack Greenwell. La següent temporada disputà 10 partits més i marcà 7 gols. Amb l'Espanyol guanyà una Copa d'Espanya i un Campionat de Catalunya la temporada 1928-29. El desembre de 1930 fou traspassat al Reial Oviedo, que la temporada 1929-30 jugava a la 2a Divisió. Juntament amb Casuco, Lángara, Galé i Inciarte formà l'anomenada primera "davantera elèctrica" del club asturià. Aquesta davantera aconseguí un rècord a Segona Divisió la temporada 1932-33, en aconseguir 58 gols en 18 partits, assolint l'ascens a primera divisió per primer cop en la història del club. Gallart fou l'autor del primer gol del Real Oviedo a Primera. Fou el 5 de novembre de 1933 davant el FC Barcelona al camp de Buenavista, en un partit en el qual els blaus s'imposaren per 7-3. La temporada 1939-40, en restar el camp de Buenavista destrossat per la Guerra Civil, fou cedit al Racing de Ferrol retornant a l'Oviedo la temporada següent, on romangué fins al 1943. Posteriorment jugà al Lugo, UD Orensana i Flaviense de Chaves de Portugal on es retirà la temporada 1949-50.
Fou convocat amb la selecció espanyola, malgrat no arribà a debutar. També jugà amb la selecció catalana de futbol.
Com a entrenador dirigí diversos equips modestos a partir de la temporada 1948-49, quan obtingué el títol nacional d'entrenador. Dirigí la UD Orensana (amb qui pujà a Segona Divisió), l'Atlético Clube Flaviense de Chaves de Portugal, la UD España de Tánger, el Terrassa FC, l'Hèrcules, el Girona FC, la UE Sitges, el CF Balaguer, al FC Amposta, l'Atlètic del Vallès, la Unió Deportiva Cassà i el Club Esportiu Mataró.